# Idiocera abjecta
Idiocera abjecta är en tvåvingeart som först beskrevs av Alexander 1933.  Idiocera abjecta ingår i släktet Idiocera och familjen småharkrankar. Inga underarter finns listade i Catalogue of Life.